# Mosonudvar
Mosonudvar (vyslovováno [mošon-udvar], dříve Újudvar) je obec v Maďarsku v župě Győr-Moson-Sopron, spadající pod okres Mosonmagyaróvár. Jde o relativně novou obec, vznikla 3. října 2010 odtržením od města Mosonmagyaróvár. Nachází se asi 3 km jihozápadně od Mosonmagyaróváru, 41 km severozápadně od Győru a asi 163 km severozápadně od Budapešti. V roce 2023 zde žilo 403 obyvatel, přičemž počet obyvatel je poměrně stabilní.
Obcí procházejí hlavní silnice 86. Mosonudvar leží mezi městy Mosonmagyaróvár a Jánossomorja.
Původně byla obec Mosonudvar osadou města Mosonmagyaróvár pod názvem Újudvar. Vzhledem k tomu, že v Maďarsku již existovala obec Újudvar v župě Zala (všechny maďarské obce musejí mít unikátní název), byla po odtržení obec přejmenována na Mosonudvar, podle historického území Moson, v němž se nachází.

## Sousední obce
| Růžice kompasu |              |            | Mosonmagyaróvár | Růžice kompasu |
| Růžice kompasu | Mosonszolnok | Sever      |                 | Růžice kompasu |
| Růžice kompasu | Mosonszolnok | Mosonudvar |                 | Růžice kompasu |
| Růžice kompasu | Mosonszolnok | Jih        |                 | Růžice kompasu |
| Růžice kompasu | Újrónafő     |            |                 | Růžice kompasu |